# Сонам Янгден Вангчук
Сона́м Янгде́н Вангчу́к (дзонг-кэ ཟེར་མི་ཅིག་ཨིན་མས།; род. 9 сентября 2023, Тхимпху) — третий ребёнок драконового короля Бутана Джигме Кхесар Намгьял Вангчука и его жены Джецун Пема. 

## Биография
О рождении принцессы было объявлено 9 сентября 2023 года; принцесса стала третьим ребёнком короля Бутана Джигме Кхесар Намгьял Вангчука и его жены Джецун Пема. 9 декабря 2023 года было объявлено, что принцесса получила имя Сонам Янгден Вангчук и она будет известна, как Её Королевское Высочество Сонам Янгден Вангчук. У принцессы двое старших братьев — принцы Джигме Намгьел Вангчук (род. 2016) и Джигме Угъен Вангчук (род. 2020).
В марте 2024 года принцесса вместе с родителями и старшими братьями совершила первый зарубежный визит в Бангладеш.